# Aeschynomene dimidiata
Aeschynomene dimidiata är en ärtväxtart som beskrevs av John Gilbert Baker. Aeschynomene dimidiata ingår i släktet Aeschynomene och familjen ärtväxter.

## Underarter
Arten delas in i följande underarter:
- A. d. bequaertii
- A. d. dimidiata